# Airdrie (Szkocja)
Airdrie (gael. An Àrd Ruigh) – miasto w Szkocji, w jednostce administracyjnej North Lanarkshire, położone w sąsiedztwie miasta Coatbridge, ok. 15 km na wschód od Glasgow. W 2001 roku miasto liczyło 36 326 mieszkańców.
Nazwa miasta wywodzi się od gaelickich słów oznaczających wysoko położone pastwisko.
Znajduje się tutaj stacja kolejowa Airdrie.
W mieście działa Polska Szkoła Sobotnia im. Czesława Miłosza.
W mieście rozwinął się przemysł hutniczy, maszynowy, elektrotechniczny, chemiczny, papierniczy oraz włókienniczy. Ośrodek wydobycia węgla kamiennego.

## Współpraca
- Airdrie, Kanada
- Salzburg, Austria
- Port Stanley, Falklandy
- Arnhem, Holandia